# Bratsch
Bratsch is een plaats en voormalige gemeente in het Zwitserse kanton Wallis, en maakt sinds 1 januari 2009 deel uit van de gemeente Gampel-Bratsch in het district Leuk.
- Historisch woordenboek van Zwitserland: 002713
- Virtual International Authority File: 167672812